# فهرست والیان پروان
جدول زیر فهرست والیان ولایت پروان افغانستان است.

## فهرست
| والی | والی | والی             | دوره                                                   | جزئیات | یاداشت |
| ---- | ---- | ---------------- | ------------------------------------------------------ | ------ | ------ |
|      |      | ضرار احمد مقبل   | ۴ فوریه ۲۰۰۴ ۲۰۱۵                                      |        |        |
|      |      | عبدالجبار تقوا   | ۲۰۰۵ ۲۰۰۹                                              |        |        |
|      |      | عبدالبصیر سالنگی | ۶ مه ۲۰۰۹ ۸ ژوئن ۲۰۱۵                                  |        |        |
|      |      | محمدعاصم عاصم    | ۸ ژوئن ۲۰۱۵ ۲۷ ژانویه ۲۰۱۸                             |        |        |
|      |      | فضل‌الدین عیار    | در ۷ دلو/بهمن ۱۳۹۶ (۲۰۱۸ به عنوان والی پروان تعیین شد. |        |        |